# アンケー
アンケー（ベトナム語：Thị xã An Khê / 市社安溪?）はザライ省にある町である。

## 概要
6つの坊 (phường)と5つの社を有する。
- アンビン坊（An Bình / 安平）
- アンフー坊（An Phú / 安富）
- アンフオック坊（An Phước / 安福）
- アンタン坊（An Tân / 安新）
- ゴマイ坊（Ngô Mây / 吳梅）
- タイソン坊（Tây Sơn / 西山）
- キューアン社（Cửu An / 舊安）
- ソンアン社（Song An / 雙安）
- タインアン社（Thành An / 城安）
- トゥーアン社（Tú An / 秀安）
- スアンアン社（Xuân An / 春安）